# 酸化
酸化（さんか、英: oxidation）とは、対象とする物質が電子を失う化学反応のこと。具体的には、物質に酸素が化合する反応、あるいは物質が水素を奪われるなどの化学反応である。
例えば、鉄がさびて酸化鉄になる場合、鉄の電子は酸素 (O2) に移動しており、鉄は酸化されていることが分かる。
また金属のさびも酸化の一つとなる。
目的化学物質を酸化するために使用する試薬、原料を酸化剤と呼ぶ。しかし、反応における酸化と還元との役割は物質間で相対的であるため、一般的に酸化剤と呼ぶ物質であっても、実際に酸化剤として働くかどうかは、反応させる相手の物質による。物質によっては酸化を繰り返すことによって酸を作り出すことが可能である。（例:アルコール→アルデヒド→カルボン酸）

## 用途
酸化反応は、最も身近な化学反応である。紙や木が燃えるのは炭化水素が酸素と反応し、二酸化炭素と水へと変化する酸化反応で、発生するエネルギーが大量なため、発光と発熱を伴う（燃焼）。金属製品が錆びるのは、金属が酸素と結びついて酸化物を生成する酸化反応である。錆は鉄が酸化して生成した酸化鉄(III)（赤褐色）で、銅が酸化すると、赤褐色の酸化銅(I)や黒色の酸化銅(II)が生成する。
食物を室温で放っておくと徐々に色や味が変わってくるのも、酸化が原因のことが多い。このため、食品には種々の酸化防止剤が用いられる。またパッケージも空気を通さないように工夫され、場合によっては脱酸素剤を入れておくこともある。
また、摂取した食物が体内でエネルギーに変わるのも酸化反応であり、この酸化反応のために必要な酸素を体内に取り込み、生成物である二酸化炭素を放出している。
一般に繊維や紙の着色の原因となる有機色素は酸化することで容易に無色化するので、漂白剤として酸化剤が利用される。逆に、インディゴ（藍）のように酸化が発色や定着に重要な役割をする色素もある。また酸化剤は蛋白質などの酸化を通じて生物の細胞内器官を障害するので、消毒薬として利用される。ほかに、美容製品では2浴式パーマネントウェーブの2剤は酸化によりジスルフィド結合を生成したり、ヘアカラーリング剤の2剤は芳香族アミンのロイコ染料を酸化することで発色する。
ほかにも、酸化剤は化学工業分野での応用範囲が広いほか、空気のない宇宙空間を飛ぶロケットの燃料としても必須である。

## 化学的性質
例えば亜鉛 (Zn) の酸化を考えると、反応式は2Zn+O2→2ZnO となり、亜鉛が酸素と反応して酸化亜鉛が生成する。亜鉛の酸化数は0から+2へと大きくなる。（その一方で酸素の酸化数は0から−2へと小さくなっている）。詳細については酸化還元反応を参照。

### 有機化学における酸化
有機化学では酸化反応は還元反応と並んで重要な反応の一つである。特にアルコールの酸化によるアルデヒドあるいはカルボン酸の合成は極めて多用されている。ジョーンズ酸化・オゾン酸化・スワーン酸化などが有名な酸化法である。

## 主に使用される酸化剤
- 酸素 - オゾン
- 過酸化水素 (H2O2)
- 過マンガン酸カリウム (KMnO4)
- 塩素酸カリウム
- 二クロム酸カリウム (K2Cr2O7)
- 臭素酸ナトリウム (NaBrO3) - 臭素酸カリウム (KBrO3)
- 酸化マンガン(IV)
- ハロゲンの単体
- 熱濃硫酸 (H2SO4)
- 濃硝酸、希硝酸 (HNO3)
- 次亜塩素酸ナトリウム - さらし粉
- 二酸化塩素
- クロラミン
- 四酸化オスミウム
- ジメチルスルホキシド（スワン酸化の項参照）
- デス・マーチン試薬
- 過酢酸
- メタクロロ過安息香酸 (mCPBA)